# Shepherd's Bush Empire
Lo Shepherd's Bush Empire è un locale per concerti che si trova nel quartiere di Hammersmith, ad ovest del centro di Londra.
Costruito nel 1903 da Frank Matcham, può contenere sino a 2000 persone.
Nel locale si sono esibiti, alcuni tra i più importanti artisti musicali del secolo: la prima band fu Soundgarden, nel tempo vi si esibirono molti altri artisti, dagli Oasis ai Rolling Stones, Europe, da Sting ad Anastacia, Bon Jovi, Green Day, The Who, Elton John, James Blunt, David Bowie, John Lees'Barclay James Harvest, Transatlantic, Amy Winehouse. Tra gli italiani ad essersi esibiti nel teatro ci sono Francesco De Gregori, Fiorella Mannoia, Fiorello, Enrico Brignano, i Subsonica, Elisa ed Elio e le Storie Tese, Laura Pausini e Marco Mengoni.